# Leptidosophia flava
Leptidosophia flava är en tvåvingeart som beskrevs av Aldrich 1929. Leptidosophia flava ingår i släktet Leptidosophia och familjen parasitflugor.
Artens utbredningsområde är Peru. Inga underarter finns listade i Catalogue of Life.